# Codognan
Codognan ist eine französische Gemeinde mit 2518 Einwohnern (Stand 1. Januar 2022) im Département Gard in der Region Okzitanien.

## Geografie
Codognan liegt nahe den Städten Nîmes und Montpellier. Die Küstenstadt Le Grau-du-Roi liegt 27 Kilometer entfernt. Der Ort befindet sich südlich der antiken Straße Via Domitia. Er wird vom rund 20 Kilometer langen Fluss Rhôny, einem Nebenfluss des Vistre, durchflossen. Im Süden der Gemeinde fließt zudem der Bewässerungskanal Canal d’Irrigation Bas-Rhône Languedoc. In unmittelbarer Nähe befindet sich die A9.
Die Gemeinde grenzt im Norden und im Osten an Vergèze, im Süden an Le Cailar und im Osten an Aigues-Vives und Mus.

## Geschichte
Erstmals erwähnt wurde Codognan im Kopialbuch der Abtei Psalmody, damals unter dem Namen Codonanium. Der Ort wurde an der alten Via Domitia gegründet, einer 118 vor Christus eröffneten Römerstraße. Im Mittelalter war Codognan ein Lehen der Herren von Calvisson. Im Verlauf des Mittelalters war der Ort von Kriegen, Epidemien wie der Pest und mehreren Bränden betroffen. Besonders schwerwiegend waren Feuer in den Jahren 1322 und 1384. Aufgrund der 1685 beginnenden Hugenottenverfolgung flohen rund hundert Dorfbewohner ins Ausland. Die Französische Revolution lief ohne besondere Vorkommnisse ab. Damals lebten rund 400 Menschen in Codognan. Durch den Bau der Strecke Nîmes-Sète wurde das Dorf 1845 ans Eisenbahnnetz angeschlossen. Die Einwohner protestierten 1851 in Nîmes für die Republik und gegen die Machtübernahme durch Napoleon III. 1855 wurde eine kleine Kapelle errichtet, 1857 ein Uhrturm. Gegen Ende des 19. Jahrhunderts zerstörte die Reblaus die Weinstöcke und damit einen bedeutenden Teil der lokalen Wirtschaft. 1907 beteiligten sich zahlreiche Winzer aus Codognan an der Winzerrebellion. Im 20. Jahrhundert erlebte der Ort eine Zuwanderung aus Spanien und Italien, aber auch aus umliegenden Regionen.

### Bevölkerungsentwicklung
| Jahr      | 1962 | 1968 | 1975 | 1982 | 1990 | 1999 | 2006 | 2017 |
| --------- | ---- | ---- | ---- | ---- | ---- | ---- | ---- | ---- |
| Einwohner | 841  | 883  | 1052 | 1310 | 1760 | 1940 | 2492 | 2423 |

## Kultur und Sehenswürdigkeiten
Zur lokalen Tradition gehört der Stierkampf, der hauptsächlich in der unblutigen Variante Course camarguaise ausgetragen wird. Im Ortszentrum befindet sich das Kriegerdenkmal für die gefallenen Soldaten des Ersten Weltkriegs. Dargestellt ist die Büste eines Soldaten, außerdem der Gallischer Hahn. Auf der Säule befinden sich die Namen der gefallenen Soldaten sowie die Initialen RF für République française (Französische Republik).

## Persönlichkeiten
- Louis Méjan (* 1874 in Codognan; † 1955), Politiker und Senator
- Pierre Dell’Oste (* 1947 in Codognan), Fußballspieler